# Traditionelle Schulpädagogik

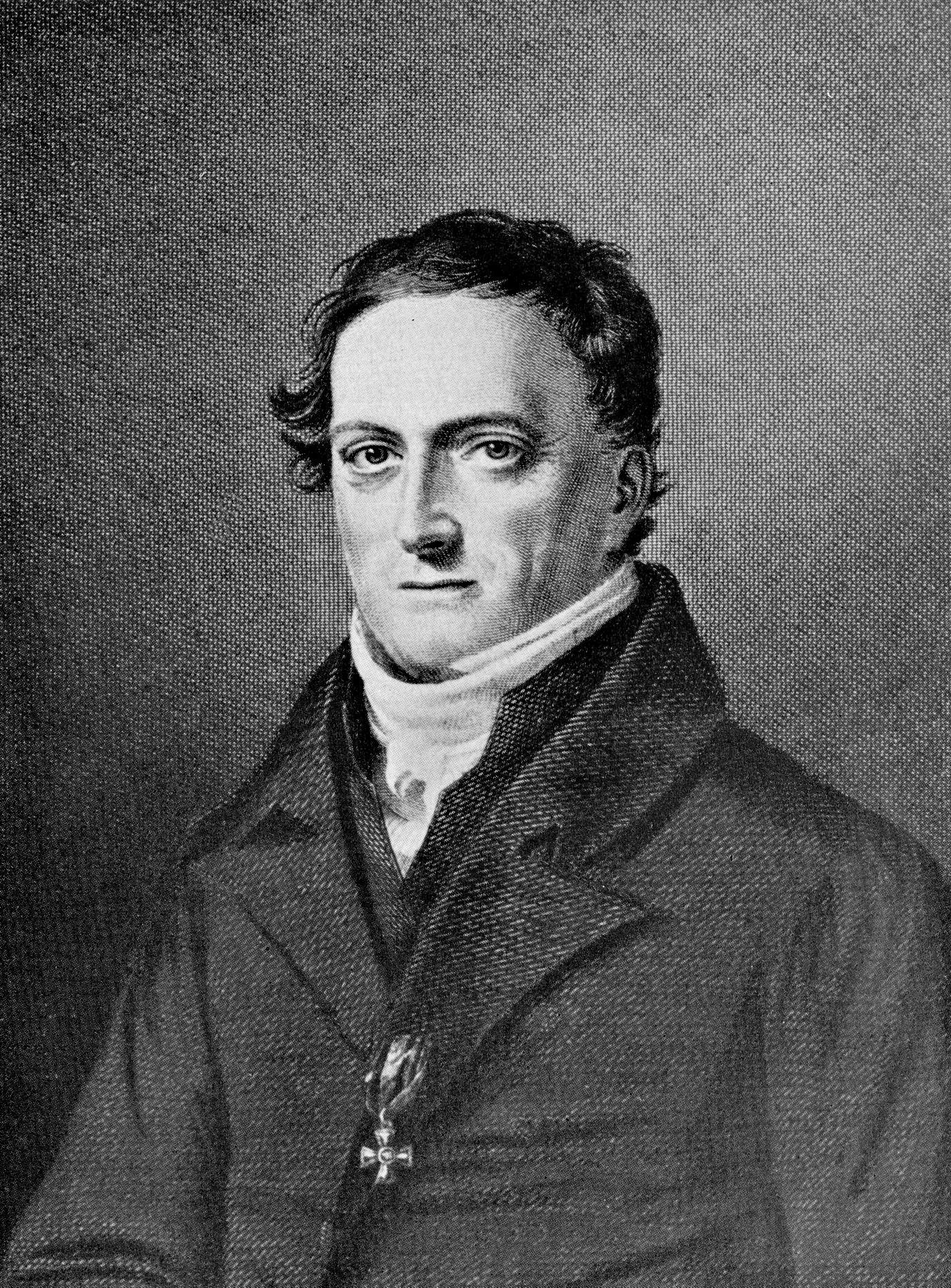
Johann Friedrich Herbart (Kupferstich)

Die traditionelle Schulpädagogik wurde unter anderem von Johann Friedrich Herbart (1776–1841) begründet und befasst sich mit den Dimensionen von Erziehung und Unterricht, wobei sie vom Erzieher bzw. Lehrer als Unterstützer und Initiator der Interessen und Fähigkeiten des Kindes ausgeht.

## Die Rolle des Erziehers
Die Rolle des Erziehers besteht darin, das Kind zu einer charakterstarken, moralisch handelnden Person zu machen. 
Er soll dem Kind Denkanstöße geben und zur Selbsttätigkeit auffordern und ermuntern, denn den Lernprozess vollzieht das Kind von selbst.

## Guter Unterricht
„Guter Unterricht“ basiert nach der traditionellen Schulpädagogik darauf, Interessen und Fähigkeiten des Kindes durch die Darbietung interessanter Gegenstände und Beschäftigungen zu wecken und zu fördern. Dies geschieht in gestuften Lehrgängen nach dem Prinzip „vom Sinnlichen zum Abstrakten“. Die Unterstützung der Interessen und Fähigkeiten verhilft dem Kind zur Selbsttätigkeit und somit zur eigenen Willensbildung, wodurch es aus eigener Einsicht moralisch handelt.